# Medvode
Medvode (IPA: [mɛdˈvoːdɛ]) kisváros és az azonos nevű község központja Szlovénia Gorenjska tartományában. A Sora és a Száva egybefolyásánál fekszik, innen ered a neve (med-vode: között-vizek). A városon keresztül halad a 211-es főút, amely Gorenjskát köti össze Ljubljanával. Mivel relatív közel van Ljubljanához, a 25-ös számú városi busz is közlekedik ide.

## A község (járás) települései
Belo, Brezovica pri Medvodah, Dol, Dragočajna, Golo Brdo, Goričane, Hraše, Ladja, Medvode, Moše, Osolnik, Preska, Rakovnik, Seničica, Setnica, Smlednik, Sora, Spodnja Senica, Spodnje Pirniče, Studenčice, Tehovec, Topol pri Medvodah, Trnovec, Valburga, Vaše, Verje, Vikrče, Zavrh pod Šmarno Goro, Zbilje, Zgornja Senica, Zgornje Pirniče és Žlebe.

## Története
A térségben már az írott emlékek előtti időkben is éltek emberek, amit bizonyít egy bronzkorszakból eredő balta. A jelenlegi település 1491 után kezdett fejlődni, miután III. Frigyes császár parancsára hidat emeltek a Száva és a Sora folyó egybefolyásánál. 1750-ben a település 14 házat és 82 lakost számolt. 1850 után a lakosság elkezdett lassan növekedni. A fontos útkereszteződésbe a 19. század elején vámházat építettek.
1862-ben postát építettek Medvodében, 1870-ben pedig vasútállomást, miután 1870. december 14-én megnyílott a Ljubljana-Tarvisio vonal. Az első világháború után ipari várossá fejlődött.